# Euselasia cafusa
Espèce
Euselasia cafusa est une espèce d'insectes lépidoptères appartenant à la famille  des Riodinidae et au genre Euselasia.

## Dénomination
Euselasia cafusa a été décrit par Henry Walter Bates en 1868 sous le nom d' Eurygona cafusa
Euselasia cafusa forme eunaeola Stichel, 1925; au Brésil

## Description
Euselasia cafusa est de couleur noire.
L'autre face est de couleur ocre beige. Les ailes antérieures sont séparées en trois, la partie basale est séparée par une ligne rouge vif finement bordée de noir puis la partie distale par une ligne foncée. Aux postérieures la ligne rouge se continue, l'aile est finement bordée de rouge doublé de blanc puis d'une ornementation submarginale centrée par un très gros ocelle noir.

## Biologie
Elle n'est pas connue.

## Écologie et distribution
Euselasia cafusa est présent en Guyane, Guyana, au Surinam, à Trinité-et-Tobago, en  Équateur et au Brésil.

### Biotope
Il réside dans la forêt tropicale.